# Warzone 2100
Warzone 2100 är ett realtidsstrategispel, utvecklat av Pumpkin Studios och utgivet av Eidos Interactive för PlayStation och Windows 1999.
Den 6 december 2004 släpptes källkoden och spelets data (undantaget spelets musik och filmsekvenser) under GNU General Public License och spelets utveckling fortsatte under projektet Warzone 2100 Resurrection Project. Den 10 juni 2008 uppdaterades licensen till att även tillåta fri distribution av spelets musik och filmsekvenser. Efter att spelet släpptes fritt har det även portats till Linux, Macintosh och andra plattformar.

## Handling
I slutet av det första århundradet av 2000-talet uppstår ett fel på flera av NASDA:s kärnvapenbestyckade satelliter. De avlossar sina missiler mot Jorden och utrotar större delen av mänskligheten. Efter kriget hittar en grupp överlevande en övergiven militärförläggning och använder den materiel de hittar för att starta The Project. Spelaren tar kontrollen över en av tre styrkor The Project skickar ut för att leta upp teknologi från före kriget.